# Erastria latimargo
Erastria latimargo är en fjärilsart som beskrevs av W. Warren 1902. Erastria latimargo ingår i släktet Erastria och familjen mätare. Inga underarter finns listade i Catalogue of Life.